# Verkehrshalt

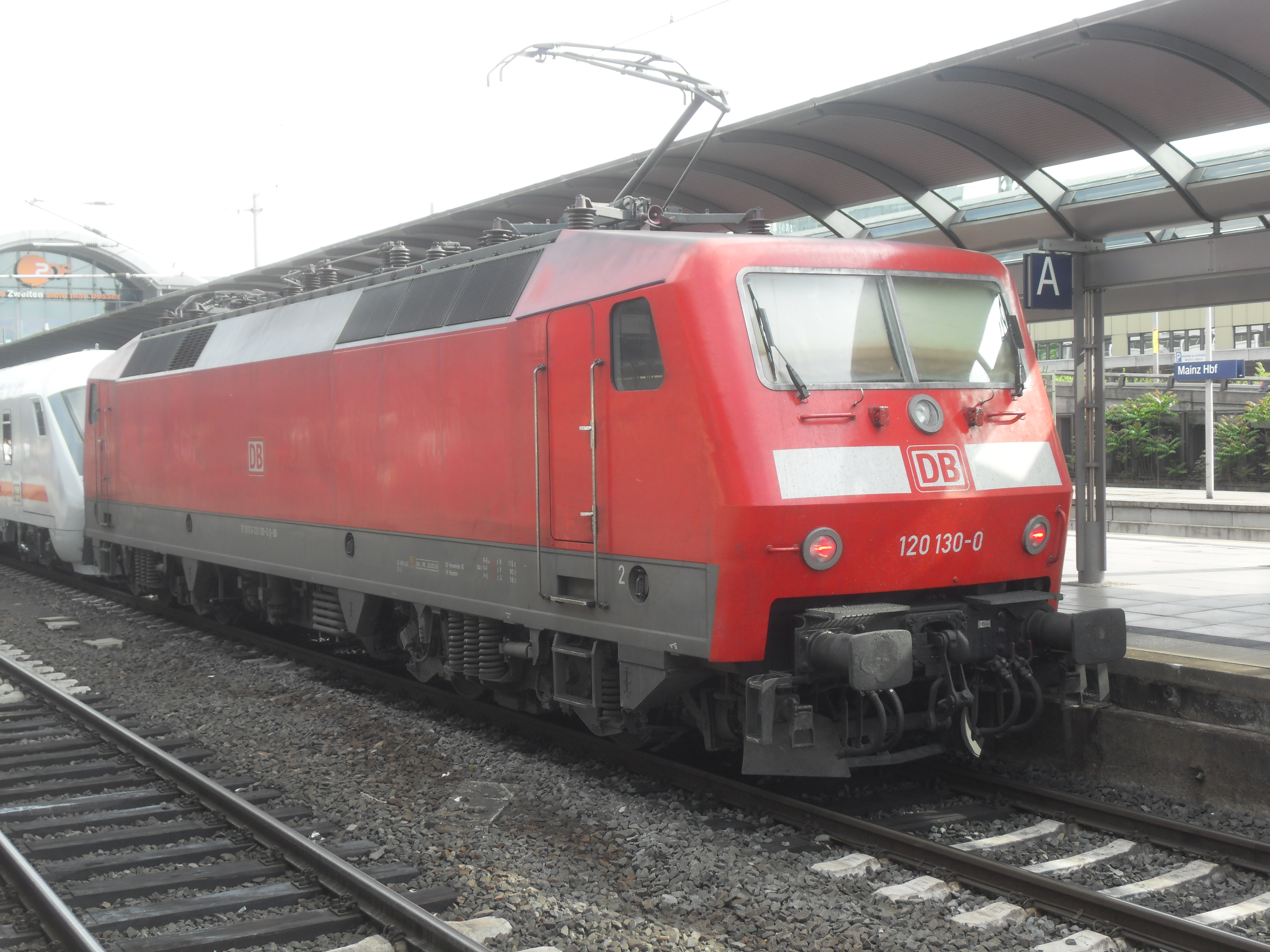
Ein InterCity mit einer Lokomotive der DB-Baureihe 120 bei einem Verkehrshalt im Mainzer Hauptbahnhof

Als Verkehrshalt oder Personenhalt wird im Bahnbetrieb ein fahrplanmäßiger Halt eines Zuges bezeichnet, der dem Ein- und Ausstieg von Reisenden (Fahrgastwechsel) bzw. – im Güterverkehr – der Aufnahme von Wagengruppen bzw. der Be- und Entladung eines Zuges dient. Üblicherweise geschieht dies auf einer für den öffentlichen Verkehr vorgesehenen Verkehrsstation.
Vom Verkehrshalt abzugrenzen ist der Betriebshalt, bei dem kein Fahrgastwechsel bzw. Güteraustausch vorgesehen ist.